# ایستگاه کشاورزی
ایستگاه کشاورزی یک منطقهٔ مسکونی در ایران است که در دهستان مرحمت‌آباد واقع شده‌است. ایستگاه کشاورزی ۲۱ نفر جمعیت دارد.